# Şalpazarı
Şalpazarı, parfois appelée Ağasar, est une ville et un district de la province de Trabzon dans la région de la mer Noire en Turquie.

## Géographie

### Localisation
Le district de Şalpazarı est situé dans la région de la mer Noire, dans la province de Trabzon. Il est bordé au nord par le district de Beşikdüzü, à l'est par celui de Tonya, à l'ouest par les districts d'Eynesil, Görele et Çanakçı (Province de Giresun), et enfin au sud par le district de Kürtün (Province de Gümüşhane).
Le district est traversé par les rivières Ağasar, qui donne son nom à la vallée, et Görele.

### Mahalleleridu district
- Akçiriş : Anciennement appelé Çamkiriş, il était uni jusqu'en 1950 au mahalle de Çarlaklı.
- Ağırtaş
- Çamlıca
- Çarlaklı : Anciennement appelé Çardaklı, il était uni jusqu'en 1950 au mahalle de Akçiriş. Petit à petit le nom du quartier s'est transformé en "Çarlaklı" dans les registres communaux.
- Çetrik
- Dorukkiriş
- Doğancı
- Düzköy : Le quartier est mentionné comme "Sazaklık" dans les anciens registres.
- Fidanbaşı : Son ancien nom est "Tımara".
- Geyikli : Son ancien nom est "Alagavur". Il a été changé en Geyikli dans les années 1960.
- Gökçeköy : Le quartier était à l'origine uni à celui de Kuzuluk. Son nom vient du mot tchepni "gööce" qui signifie "verdâtre".
- Gölkiriş
- Güdün
- Kabasakal
- Karakaya
- Kasımağzı
- Kuzuluk : Le quartier faisait partie du mahalle de Gökçeköy avant d'en être séparé par référendum.
- Pelitçik
- Sayvançatak
- Simenli
- Sinlice : Il s'agit du mahalle le plus éloigné du centre du district (24km).
- Sütpınar
- Sugören
- Tepeağzı
- Üzümözü : Son ancien nom est Kizilüzüm.

## Culture
Les habitants locaux sont des tchepnis déscendants des tribus Oghouzes.